# El Aljarafe
El Aljarafe est une comarque espagnole située dans la province de Séville, en communauté autonome d’Andalousie. Son nom vient d'un mot arabe qui signifiait élévation (الجرف, Al Saraf).
Elle est limitée au nord par la Sierra nord de Séville, à l'est par la zone métropolitaine de Séville, au sud par la Côte nord-est de Cadix et à l'ouest par la province de Huelva.
Jusqu'en 2003, moment de la creation zone métropolitaine de Séville, les communes situées à l'ouest de Séville appartenaient aussi à El Aljarafe. Populairement, ils sont toujours considérés comme faisant partie de l'Aljarafe (par exemple, au nom des rues, des magasins, prestation de services communs, etc).
Cette région est exploitée depuis des siècles, et constitue encore aujourd'hui une importante zone de production céréalière et oléicole.

## Organisation d'El Aljarafe
El Aljarafe est organisé en trois couronnes métropolitaines, en fonction de sa proximité de Séville : Première couronne (incluse dans la zone métropolitaine), Deuxième couronne et Troisième couronne.
Et aussi divisé en plusieurs corridors : El Aljarafe Nord (entre la voie ferrée et l'autoroute A-49), El Aljarafe Central (entre l'autoroute A-49 et l'autoroute de Mairena), El Aljarafe Central Sud (au sud de l'autoroute de Mairena) et El Aljarafe Riverian (articulé autour de l'autoroute Coria).

## El Aljarafe aujourd'hui
En moins de 20 ans, l'Aljarafe est devenue une agglomération de plus de 320 000 habitants, constituant la plus grande agglomération urbaine du sud de l'Espagne : Séville et sa zone métropolitaine.
L'origine de cette croissance a commencé dans les années 1940, lorsque les bourgeois de la capitale de Séville ont décidé d'avoir leur résidence à la périphérie de la ville. Malgré la préservation d'une partie importante du paysage traditionnel des oliveraies, elle remplit aujourd'hui une fonction métropolitaine et résidentielle qui a considérablement transformé son image. Bien qu'elle puisse être considérée comme une "ville dortoir" au sein de Séville, El Aljarafe dispose actuellement de ses propres installations, comme des hôpitaux, une université privée, des studios de télévision, des hôtels, un port de plaisance (Puerto Gelves), des centres commerciaux (dont l'un des plus grands centres commerciaux du sud de l'Espagne), des zones industrielles (PISA et PIBO), etc.
Aujourd'hui, El Aljarafe est la région la plus riche d'Andalousie. Des 10 municipalités les plus riches d'Andalousie, 8 se trouvent dans El Aljarafe.

## Communesde la comarque d'El Aljarafe
- Albaida del Aljarafe
- Aznalcázar
- Benacazón
- Bollullos de la Mitación
- Carrión de los Céspedes
- Castilleja del Campo
- Huévar del Aljarafe
- Olivares
- Pilas
- Sanlúcar la Mayor
- Umbrete
- Villamanrique de la Condesa
- Villanueva del Ariscal

## Communesd'El Aljarafe incluses dans la zone métropolitaine de Séville
- Almensilla
- Bormujos
- Camas
- Castilleja de Guzmán
- Castilleja de la Cuesta
- Coria del Río
- Dos Hermanas
- Espartinas
- Gelves
- Gines
- Isla Mayor
- Mairena del Aljarafe
- Palomares del Río
- La Puebla del Río
- La Rinconada
- Salteras
- San Juan de Aznalfarache
- Santiponce
- Tomares
- Valencina de la Concepción

## Sources
- www.sevillainformacion.org, « Comarcas de Sevilla » (consulté le 15 janvier 2008)

- (es) Cet article est partiellement ou en totalité issu de l’article de Wikipédia en espagnol intitulé « Aljarafe » (voir la liste des auteurs).